# Thể hiện giới tính

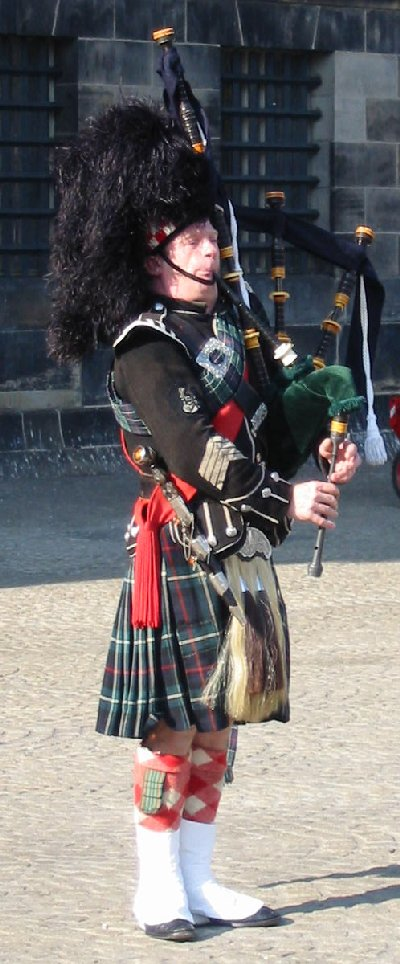
Một người thổi kèn túi ở Scotland trong đồng phục quân sự của bộ tộc. Ở nhiều nước phương Tây, nam giới mặc váy là một thể hiện giới tính không chấp nhận được, nhưng ở Scotland nam giới theo truyền thống mặc kilt, tương tự như váy.

Thể hiện giới tính hay vai trò giới tính (tiếng Anh: gender role) là một nhóm các chuẩn mực hành vi gắn liền với nam giới hay nữ giới được người khác cảm nhận. Đây có thể là một dạng phân chia công việc giữa nam và nữ. Thể hiện giới tính là một trọng tâm trong phân tích của khoa học xã hội và nhân văn. Giới tính là một thành phần của hệ thống giới tính. Hệ thống giới tính (gender/sex sytem) chỉ "sự sắp xếp mà trong đó xã hội quy định sự tương ứng giữa giới tính sinh học và hành vi con người, trong đó những nhu cầu được thỏa mãn" (Reiter 1975: 159). Hầu hết xã hội đều có một hệ thống giới tính đến một mức độ nào đó mặc dù các thành phần và đặc điểm của hệ thống này khác nhau đáng kể ở các xã hội.
Giới tính là một "kiểu tâm lý" cá nhân. Nó đòi hỏi những trải nghiệm. Một cá nhân nào đó có thể được xem là nam tính cũng có thể là nữ tính.
Thể hiện giới tính chỉ thái độ và hành vi nhận thực kiểu mẫu của một người ví dụ như cho rằng chính mình có nam tính hoặc nữ tính.
Các nhà nghiên cứu nhận thấy rằng hành vi cụ thể của một cá nhân là kết quả của những quy tắc và giá trị mà xã hội tác động lên và cả những đặc điểm cá nhân đó cho dù là bẩm sinh, hoặc có nhận thức được hay không. Vài nhà nghiên cứu nhấn mạnh yếu tố hệ thống xã hội khách quan và các nhà nghiên cứu khác thì nhấn mạnh yếu tố thiên hướng và đặc điểm chủ quan.
Tính sáng tạo có thể làm cho các quy tắc và giá trị thay đổi theo thời gian. Văn hóa và xã hội luôn thay đổi tuy nhiên có sự tranh cãi rằng văn hóa và xã hội nên thay đổi như thế nào, nhanh hay chậm. Những tranh cãi thường đặc biệt căng thẳng khi chúng liên quan đên hệ thống giới tính vì mọi người có quan điểm rất khác nhau về sự phụ thuộc của giới tính nói chung vào giới tính sinh học.

## Thay đổi thể hiện giới tính
Thể hiện giới tính của một cá nhân bao gồm nhiều yếu tố và có thể được thể hiện qua hành vi, lựa chọn công việc, quan hệ cá nhân và các yếu tố khác. Các yếu tố này không cụ thể và phát triển theo thời gian (chẳng hạn như quần của phụ nữ).
Trước đây, chỉ có thể hiện giới tính nam và thể hiện giới tính nữ, tuy nhiên, trải qua thời gian có những thể hiện giới tính khác nổi lên và được chấp nhận. Một cá nhân có thể tự xác định mình với một nhóm văn hóa hoặc xã hội riêng do đó thể hiện giới tính là đa dạng. Trong lịch sử, chẳng hạn, thái giám có một thể hiện giới tính khác nữa bởi vì giới tính sinh học của họ đã bị thay đổi.

## Thể hiện giới tính và văn hóa

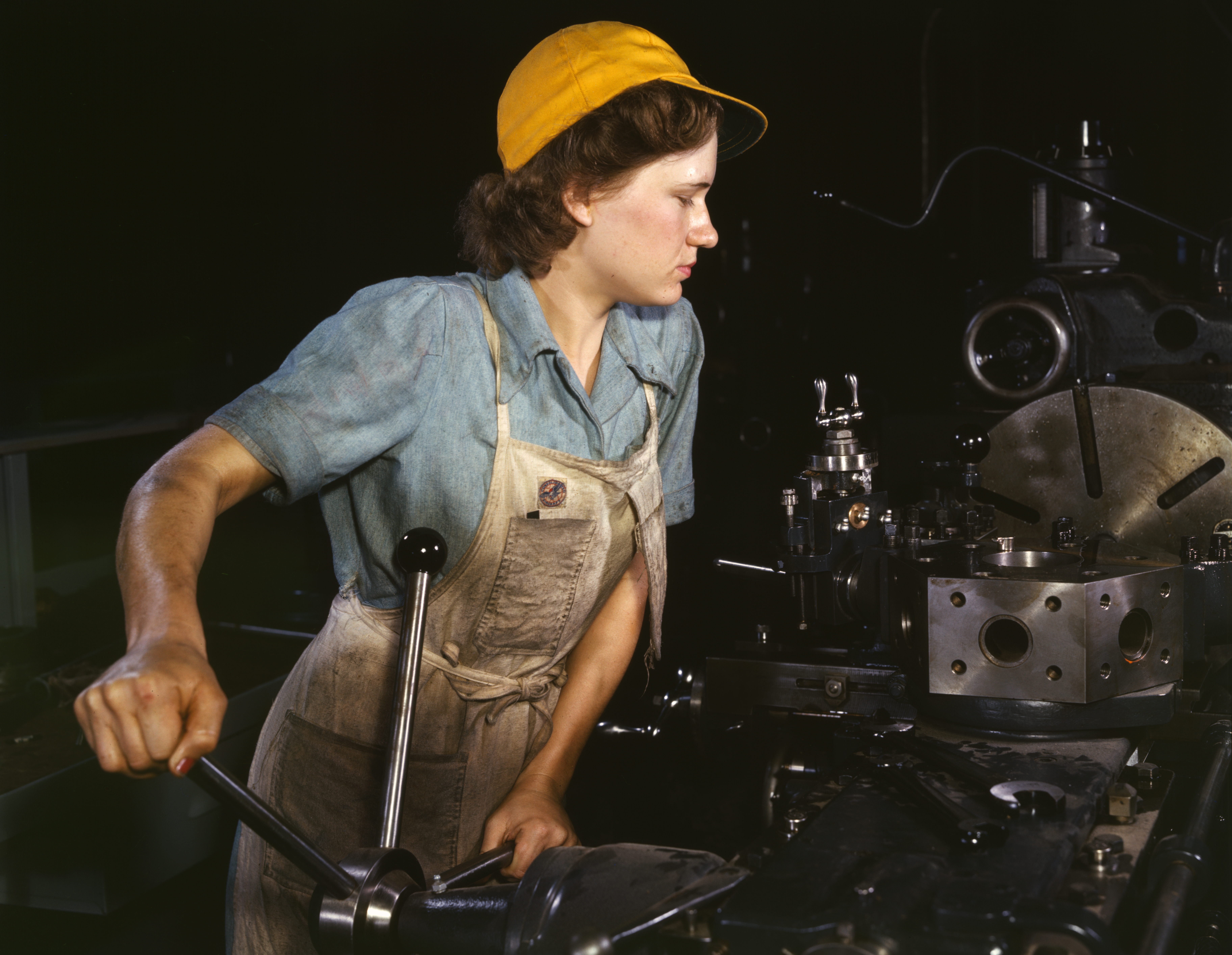
Trong Chiến tranh thế giới thứ hai, phụ nữ đảm nhiệm những công việc của nam giới trước đó.

Trong nhiều trường hợp, truyền thống đóng một vài trò chủ đạo trong việc quy định nghề nào phù hợp với giới nào. Ở Hoa Kỳ trước đây, bác sĩ là nam và những ai bất chấp điều này sẽ bị gán cho một nghề đặc biệt là "bác sĩ nữ". Tương tự, có những từ tương tự như "y tá nam", "luật sư nữ", "thợ cắt tóc nữ", "thư ký nam," v.v. Nhưng ở Liên Xô trước đây, bác sĩ chủ yếu là nữ và ở Đức và Đài Loan thợ cắt tóc nữ rất phổ biến. Trong lịch sử có những giới tính gắn liền với vài nghề bị đổi ngược. Chẳng hạn, các nghề văn phòng trước đây thường là nam, nhưng khi phụ nữ phải làm những việc của nam trong Chiến tranh thế giới thứ hai, các nghề văn phòng trở thành nghề của nữ. Nghề này trở nên nữ tính hơn và họ được biết đến là "thư ký". Có nhiều nghề khác có sự thay đổi về giới tính gắn liền. Nhiều nghề thì lại luôn chiếm lĩnh bởi nam hoặc nữ.